# Tolfte söndagen efter trefaldighet
Tolfte söndagen efter trefaldighet är en av söndagarna i "kyrkans vardagstid".
Den infaller 20 veckor efter påskdagen. Den liturgiska färgen är grön.
Temat för dagens bibeltexter enligt evangelieboken är Friheten i Kristus:, och en välkänd text är från Markusevangeliet där Jesus bemöter fariséernas kritik:
"Sabbaten blev till för människan och inte människan för sabbaten."

## Svenska kyrkan

### Texter
Söndagens tema enligt 2003 års evangeliebok är Friheten i Kristus. De bibeltexter som används för att belysa dagens tema är:
| Första årgången                                                               | Andra årgången                                             | Tredje årgången                                                          | Psaltarpsalm        |
| Andra Moseboken 4:10-17 Andra Korinthierbrevet 3:4-8 Markusevangeliet 7:31-37 | Jesaja 38:1-6 Romarbrevet 8:18-23 Lukasevangeliet 13:10-17 | Andra Moseboken 23:10-12 Galaterbrevet 4:31-5:6 Markusevangeliet 2:23-28 | Psaltaren 145:13-18 |

### Fotnoter
1. ↑  ”Tolfte söndagen efter trefaldighet”. Svenska kyrkan. https://www.svenskakyrkan.se/troochandlighet/kyrkoarets-bibeltexter?helgdag=64. Läst 27 november 2015.
2. ↑   Den svenska psalmboken med tillägg. Stockholm: Verbum. 2005. sid. 1507–1510. Libris ht7wjxh8f3k4gcqk. ISBN 978-91-526-5515-3